# Purba Champaran
Der Distrikt Purba Champaran (Hindi पूर्वी चम्पारण जिला, Urdu مشرقی چمپارن ضلع), oder East Champaran, ist ein Distrikt im indischen Bundesstaat Bihar. Nach Patna war er beim Zensus 2011 der bevölkerungsreichste Distrikt in Bihar. Sitz der Verwaltung ist die Stadt Motihari.

## Geographie

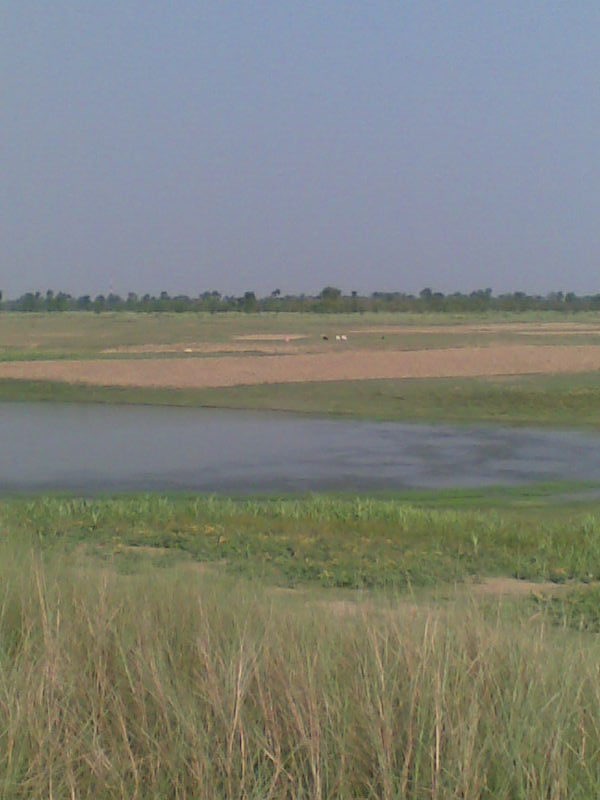
Burhi Gandak in Purba Champaran

Der Distrikt liegt im Nordwesten Bihars an der Grenze zu Nepal. Die benachbarten Distrikte sind Pashchim Champaran (West Champaran) im Westen, Gopalganj im Südwesten und Süden, Muzaffarpur im Süden, sowie Sheohar und Sitamarhi im Osten.
Die südwestliche Grenze zum Distrikt Gaya wird vom Fluss Gandak gebildet. Etwa 20 bis 30 Kilometer weiter östlich verläuft parallel zu diesem der kleinere Fluss Burhi Gandak. Beide Flüsse nehmen einen Verlauf von Nordwesten nach Südosten. Im Osten bildet über einige Kilometer der Fluss Bagmati die Grenze zum Distrikt Sheohar. Physiogeographisch ist der Distrikt weitgehend eben und besteht aus Schwemmland. Die Höhe über dem Meeresspiegel nimmt langsam von Nordwesten nach Südosten hin ab. Im Norden findet sich älteres Schwemmland, das für den Sommerfeldbau (Kharif) aber weniger für den Winterfeldbau (Rabi) geeignet ist, während des jüngere Schwemmland im Süden sich sowohl für Sommer- als auch Winterfeldbau eignet. Im Süden finden sich Abschnitte höhergelegener Ebenen, die von größeren sumpfigen Vertiefungen (Chaurs) unterbrochen sind. Charakteristisch für den Distrikt ist eine Kette von etwa 40 kleineren Seen, die in der Mitte des Distrikts über ein Gebiet von 350 km² verteilt sind. Diese Seen weisen eine Tiefe von 1 bis 5 Metern auf und bleiben meist auch während des Sommers mit Wasser gefüllt. Das Vorland des Himalaya wird zur größeren biogeographischen Region Terai gezählt.

## Klima
Die klimatischen Bedingungen sind durch ausgeprägte Temperaturunterschiede zwischen Sommer und Winter, Trockenheit einerseits und starke Regenfälle mit Überschwemmungen andererseits gekennzeichnet. Der Sommer beginnt Ende März und erreicht Höchsttemperaturen von 46 °C in den Monaten Mai und Juni. Von Juli bis September dauert die Zeit des Südwestmonsuns, in der ein Großteil des Jahresniederschlags von durchschnittlich 1242 mm niedergeht. Außerhalb der Monsunzeit gibt es Niederschlag nur sporadisch oder spärlich, jedoch gelten Winterregen und Vormonsun-Regenfälle als für den Distrikt typisch. Die niedrigsten Temperaturen werden im Winter mit 4 – 5 °C Ende Dezember bis Januar gemessen.

## Geschichte

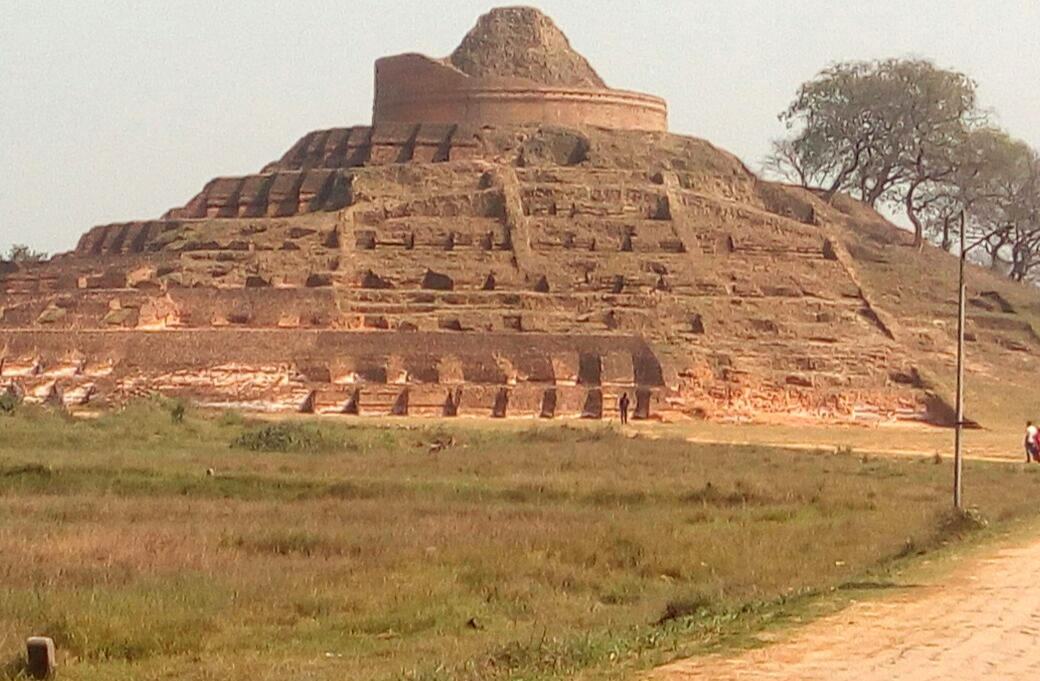
Kesariya Stupa

Der Name Champaran leitet sich von Champak aranya (mit der Bedeutung Magnolien- oder Champakawald) ab. Zur britischen Kolonialzeit wurde im Jahr 1866 aus Teilen des Distrikts Saran der Distrikt Champaran gebildet. Dieser Distrikt bestand auch im unabhängigen Indien (nach 1947) fort und wurde am 1. Dezember 1971 in einen östlichen (Purba) und einen westlichen (Pashchim) Distrikt geteilt.
Die Region im Nordosten Bihars besitzt eine lange zurückreichende Tradition als Zentrum buddhistischer Reiche und als Ursprungsregion des Buddhismus. Die Distrikthauptstadt Motihari erlangte außerdem Bekanntheit als eine wichtige Wirkungsstätte Mohandas Karamchand Gandhis in der Anfangsphase der indischen Unabhängigkeitsbewegung. Im damaligen Distrikt Champaran war Anfang des 20. Jahrhunderts der Indigo-Anbau von großer Bedeutung. Durch das Aufkommen synthetischer Farben wurde der Indigo-Anbau immer unrentabler und die wirtschaftliche Situation der Indigo-Bauern, die in einem vertraglichen Abhängigkeitsverhältnis zu Fabrikbesitzern und Zwischenhändlern standen, verschlechterte sich zunehmend. Am 15. April 1917 traf Gandhi in Motihari ein, um sich selbst ein Bild von der Lage zu machen. Er erreichte unter großer öffentlicher Anteilnahme, dass eine Kommission eingesetzt wurde, die die Bedingungen der Indigopflanzer untersuchte und am 4. Oktober 1917 einen Bericht ablieferte, der letztlich dazu führte, dass das jahrhundertealte ausbeuterische Abhängigkeitssystem der Indigopflanzungen beendet wurde. Hier praktizierte Gandhi erstmals auf indischem Boden in größerem Maßstab sein Prinzip der Satyagraha (Suche nach Wahrheit), d. h. des gewaltfreien Widerstands mit Appell an die Vernunft und das Gewissen seines Gegenübers.
Motihari ist zudem der Geburtsort des englischen Schriftstellers George Orwell, der hier 1903 als Sohn eines britischen Kolonialbeamten geboren wurde.

## Bevölkerung
Die Einwohnerzahl lag bei der Volkszählung 2011 bei 5.099.371. In der Dekade von 2001 bis 2011 wuchs die Bevölkerung um 29,43 %. Purba Champaran wies ein Geschlechterverhältnis von 902 Frauen pro 1000 Männer und damit einen deutlichen Männerüberschuss auf. Der Distrikt hatte eine Alphabetisierungsrate von 55,79 %, was einer Steigerung um knapp 18 Prozentpunkte gegenüber dem Jahr 2001 entsprach. Die Alphabetisierung lag damit allerdings unter dem Durchschnitt Bihars (61,8 %) und dem nationalen Durchschnitt (74,0 %). 80,1 % der Bevölkerung waren Hindus und 19,4 % Muslime. Im Distrikt ist die Sprache Bhojpuri verbreitet.
7,9 % der Bevölkerung lebten 2011 in Städten. Die größte Stadt des Distrikts war Motihari mit 126.158 Einwohnern.

## Wirtschaft
Der Distrikt Purba Champaran ist landwirtschaftlich geprägt. Die hauptsächlichen Agrarprodukte sind Reis, Zuckerrohr, Jute und Hülsenfrüchte.